# 3-й Сибирский армейский корпус
3-й сибирский армейский корпус — корпус русской армии.

## Состав
Входил в состав Иркутского военного округа.

### К 15—20 января по 1 июля 1904 года
Пехота Маньчжурской армии:
- 3-я Восточно-Сибирская стрелковая дивизия (3-я Восточно-Сибирская стрелковая бригада, Квантунский укреплённый район, Порт-Артур[2])
  - 9-й Восточно-Сибирский стрелковый полк (1-й и 2-й батальоны)
    - Пулемётная рота

  - 10-й Восточно-Сибирский стрелковый полк (1-й и 2-й батальоны)
  - 11-й Восточно-Сибирский стрелковый полк (1-й и 2-й батальоны)
  - 12-й Восточно-Сибирский стрелковый полк (1-й и 2-й батальоны)
  - Восточно-Сибирский стрелковый артиллерийский дивизион (1-я, 2-я и 3-я батареи)
- 6-я Восточно-Сибирская стрелковая дивизия
  - 21-й Восточно-Сибирский стрелковый полк
  - 22-й Восточно-Сибирский стрелковый полк
  - 23-й Восточно-Сибирский стрелковый полк
  - 24-й Восточно-Сибирский стрелковый полк

### Состав на18.07.1914
- 7-я Сибирская стрелковая дивизия
  - 1-я бригада
    - 25-й Сибирский стрелковый полк
    - 26-й Сибирский стрелковый полк

  - 2-я бригада
    - 27-й Сибирский стрелковый полк
    - 28-й Сибирский стрелковый полк

  - 7-я Сибирская стрелковая артиллерийская бригада
    - 1-я батарея — Праздник — 12 февраля, старшинство — 31.08.1805, дислокация на 1914 — г. Иркутск
    - 2-я батарея — Праздник — 08.11, старшинство — 10.08.1870, дислокация на 1914 — г. Иркутск
    - 3-я батарея
    - 4-я батарея
    - 5-я батарея
    - 6-я батарея
- 8-я Сибирская стрелковая дивизия
  - 1-я бригада
    - 29-й Сибирский стрелковый полк
    - 30-й Сибирский стрелковый полк

  - 2-я бригада
    - 31-й Сибирский стрелковый полк
    - 32-й Сибирский стрелковый полк

  - 8-я Сибирская стрелковая артиллерийская бригада
- 3-й Сибирский мортирно-артиллерийский дивизион
- 5-й Сибирский сапёрный батальон
- 2-я Сибирская искровая рота — праздник — 6 февраля, дислокация на 1914 — город Чита

## Боевые действия в Первой мировой войне
В августе 1914 года — феврале 1916 года корпус входил в состав 10-й армии и действовал на Северо-Западном фронте, а с августа 1915 года — на Западном фронте. 
В апреле–сентябре 1916 года корпус входил в состав 4-й армии; в ноябре 1916 года — декабре 1917 года — в состав 2-й армии. Корпус - активный участник Виленской операции в августе - сентябре 1915 г. Участвовал в Барановичской операции 1916 г.

III Сибирский корпус генералов Радкевича и Трофимова, восхитивший немцев своей геройской обороной Лыка в феврале 1915 года, спас в этом деле Северный фронт от крушения. Такую же стойкость он выказал во всех дальнейших боях, где его 7-я и 8-я дивизии были гранитными утесами в строю северных армий.— Керсновский А. А. История Русской армии

## Командиры
- 02.08.1900—23.01.1901 — генерал-лейтенант Мылов, Сергей Николаевич
- 15.09.1905—19.12.1905 — генерал-лейтенант Иванов, Николай Иудович
- 09.06.1906-27.12.1906 — генерал-лейтенант Ренненкампф, Павел Карлович
- 27.12.1906—xx.07.1907 — генерал-лейтенант Флейшер, Николай Николаевич
- 14.06.1908—1912 — генерал-лейтенант Радкевич, Евгений Александрович
- 01.09.1912—21.04.1913 — генерал-лейтенант (с 6.12.1912 — генерал от инфантерии) Бухгольц, Владимир Егорович
- 24.04.1913—07.08.1914 — генерал-лейтенант (с 06.12.1913 — генерал от инфантерии) Корнеев, Владимир Петрович
- 07.08.1914—25.04.1915 — генерал от инфантерии Радкевич, Евгений Александрович
- 25.04.1915—06.04.1917 — генерал-лейтенант Трофимов, Владимир Онуфриевич
- 04.10.1917—17.12.1917 — генерал-лейтенант Джунковский, Владимир Фёдорович